# Montagnes Never Summer
Les montagnes Never Summer (en anglais : Never Summer Mountains) sont une chaîne de montagnes du Colorado qui est une subdivision de la Front Range, et donc des montagnes Rocheuses. Son point culminant est le mont Richthofen avec 3 946 mètres.
Situées au nord-ouest du parc national de Rocky Mountain, elles sont présentes sur les comtés de Jackson, de Larimer et de Grand.

## Principaux sommets
- Baker Mountain
- Bald Mountain
- Pic Bearpaws
- Blue Ridge
- Bowen Mountain
- Pic Braddock, 3 649 m
- Fairview Mountain
- Gravel Mountain
- Green Knoll
- Howard Mountain, 3 904 m
- Iron Mountain, 3 740 m
- Jackstraw Mountain
- Lead Mountain, 3 802 m
- Little Yellowstone
- Lulu Mountain
- Mont Cindy
- Mont Cirrus, 3 900 m
- Mont Cumulus
- Mont Mahler
- Mont Nimbus, 3 873 m
- Mont Neota

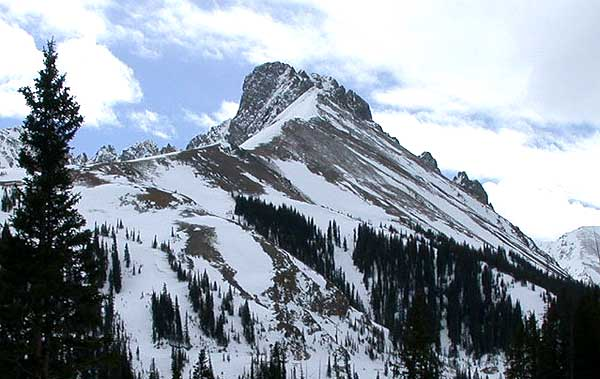
Nokhu Crags, à l'extrémité nord des montagnes Never Summer.

- Mont Richthofen, 3 946 m, point culminant du massif
- Mont Stratus, 3 816 m
- Pic Never Summer
- Nokhu Crags, 3 807 m
- Pic Parika
- Pic Porphyry
- Radial Mountain
- Red Mountain, 3 537 m
- Ruby Mountain
- Seven Utes Mountain, 3 498 m
- Shipler Mountain
- Specimen Mountain, 3 808 m
- Pic Static, 3 834 m
- Teepee Mountain
- Thunder Mountain